# Еница
Еница е село в Северна България. То се намира в община Кнежа, област Плевен. 

## География
Еница се намира в близост до Червен Бряг и на 16 км югоизточно от Бяла Слатина. Разположено е на малка река – Енишка бара – ляв приток на Искър. Граничи със землищата на следните села: Враняк, Лазарово, Лепица, Попица, Търнак, Чомаковци и град Койнаре.

## История
За името на селото съществуват две версии: то или носи името на млада жена, която или е била знахарка, която по време на Българското царство (неясно кое) е излекувала местен феодал, в знак на благодарност, той кръстил селото на нейно име, или която за да запази честта и вярата си се хвърля в дълбоките води на тогавашното езеро, което по-късно пресъхва от мъка по обичаната от цяло село девойка, или названието на селото произлиза от турското име „Еникьой“ (ново село).
През 18 – 19 век селото се е разполагало в долината в района „Ценов геран“.
По турско време е имало килийно училище, което се е помещавало в старата църква. Иконите в нея са били от 18 – 19 век, а иконописецът е бил представител на чипровската школа. В миналото в селото са живели и мюсюлмани, които след Освобождението се изселват. Към 1893 година в селото са останали само 55 помаци.
През землището на селото е минавала границата между Източна България и Видинското царство, за което говорят стражевите могили на хълма.
Наблизо е минавал Аспаруховият островски вал.
Над селото в дъбовите гори е имало два манастира. В долната част е имало крепостна кула.
Посещавано е от Васил Левски, където е основал революционен комитет.
При полагането на тръбите за нов водопровод, в края на 40-те години на миналия век, от местността „Каптажа“ към селото, в долината на Войнежеца, са били открити водоводни тръби, които са остатъци от римски водопровод. Интересно е, че тръбите на десетки метра са се движили паралелно с трасето, предвидено от съвременните хидроинженери.
Давали са войнугани или още наречени войнуци: 16 век.
На 1 януари 1979 г. преминава от Врачански към Плевенски окръг. Преди е било към Белослатинска околия.

## Обществени институции
- Читалище „Изгрев“. Читалищната дейност датира от 20 август 1897 г. Читалище „Изгрев – 1897“ е известно с многогодишния си опит в различни направления на художествената самодейност: театрална, певческа и вокално-инструментална. През 1956 г. започва изграждането на читалищната сграда. С голяма любов, надежда и ентусиазъм еничани са градили красивата сграда на своето читалище в центъра на селото в съседство с църквата „Св. Атанасий“ и ОУ „Васил Левски“.
- ОУ „Васил Левски“. На 22 март 1920 г. майстор Стою прави първата копка, а на 15 септември 1924 г. сградата на училището е готова.
- Детска градина
- Църква „Свети Атанасий“. Строена е през периода 1941 – 1944 година от майстор Васил Стоянов Изворски. Построена е на мястото на старинната църква от времето на османското владичество с изключително ценни икони. През 2008 г. се прави ремонт и реставрация.[4]
- Чешма – Паметник на загиналите във войните през 1912 – 1918 г. [5]
- Язовир „Еница“

## Редовни събития
- На 18 февруари всяка година се отбелязва патронният празник на училището
- На 14 май се провежда съборът на селото
- На 24 юни се празнува Еньовден, и се яде чорба